# Кришування бізнесу
«Кришування бізнесу» (від рос. крыша — «дах») — вид організованої злочинності, корупційна або кримінальна схема отримання незаконних прибутків шляхом забезпечення захисту бізнесу (підприємницької діяльності), в тому числі незаконного, з боку правоохоронних або кримінальних структур за винагороду на постійній основі.
Розрізняють корупційне заступництво, тобто «Кришування» бізнесу представниками правоохоронних органів, і кримінальне заступництво — «кришування» бізнесу представниками криміналітету.
Поняття «кришування» набуло популярності з початку 1990-х років на теренах колишнього СРСР після зміни політичного та економічного ладу і легалізації та поширення приватного підприємництва.
З часом «кришування бізнесу» як вид кримінальної діяльності перейшло цілком під контроль корумпованих державних чиновників.